# Luke Schenscher
Luke Dean Schenscher (Hope Forest, 31 dicembre 1982) è un ex cestista australiano.

## Palmarès

### Squadra
- Supercoppa tedesca: 1

Brose Bamberg: 2007

### Individuale
- All-NBDL Second Team (2006)